# Dodge Brisa
Pour l'autre automobile nommée « Brisa », voir Kia Brisa.
La Dodge Brisa était un modèle de voiture produit par le constructeur vénézuélien MMC Automotriz, entre 2002 et 2009. Il y'avait deux générations et il s'agissait de versions rebadgées de deux modèles Hyundai différents, dans le cadre de l'alliance stratégique entre DaimlerChrysler et le constructeur sud-coréen.

## Aperçu

### Première génération
Article principal: Hyundai Accent
La première génération a été introduite en 2002 sur le marché vénézuélien en tant que Hyundai Accent X3 rebadgée. La voiture était proposée dans les styles de carrosserie berline et coupé. En raison d'un manque de ventes, la production de la version coupé a été interrompue en 2004. La berline faisait partie de la gamme de modèles en tant que modèle à trois et cinq portes.
Elle était propulsée par un moteur quatre cylindres essence d'une cylindrée de 1341 cm3, 12 soupapes et d'une puissance maximale de 82 ch. Le poids à vide des véhicules se situait entre 942 et 1 410 kg.

### Deuxième génération
Article principal: Hyundai Getz
La deuxième génération a été introduite en 2006, après de mauvaises ventes du modèle de première génération. Cette génération était basée sur la Hyundai Getz. Avec son design moderne, elle séduisait principalement la jeune clientèle. Elle était propulsée par un moteur quatre cylindres essence d'une cylindrée de 1,3 litre et d'une puissance maximale de 81,5 ch. Le poids à vide était de 992 kg. Depuis l'été 2009, la Dodge Brisa a été abandonnée sans successeur.

## Galerie

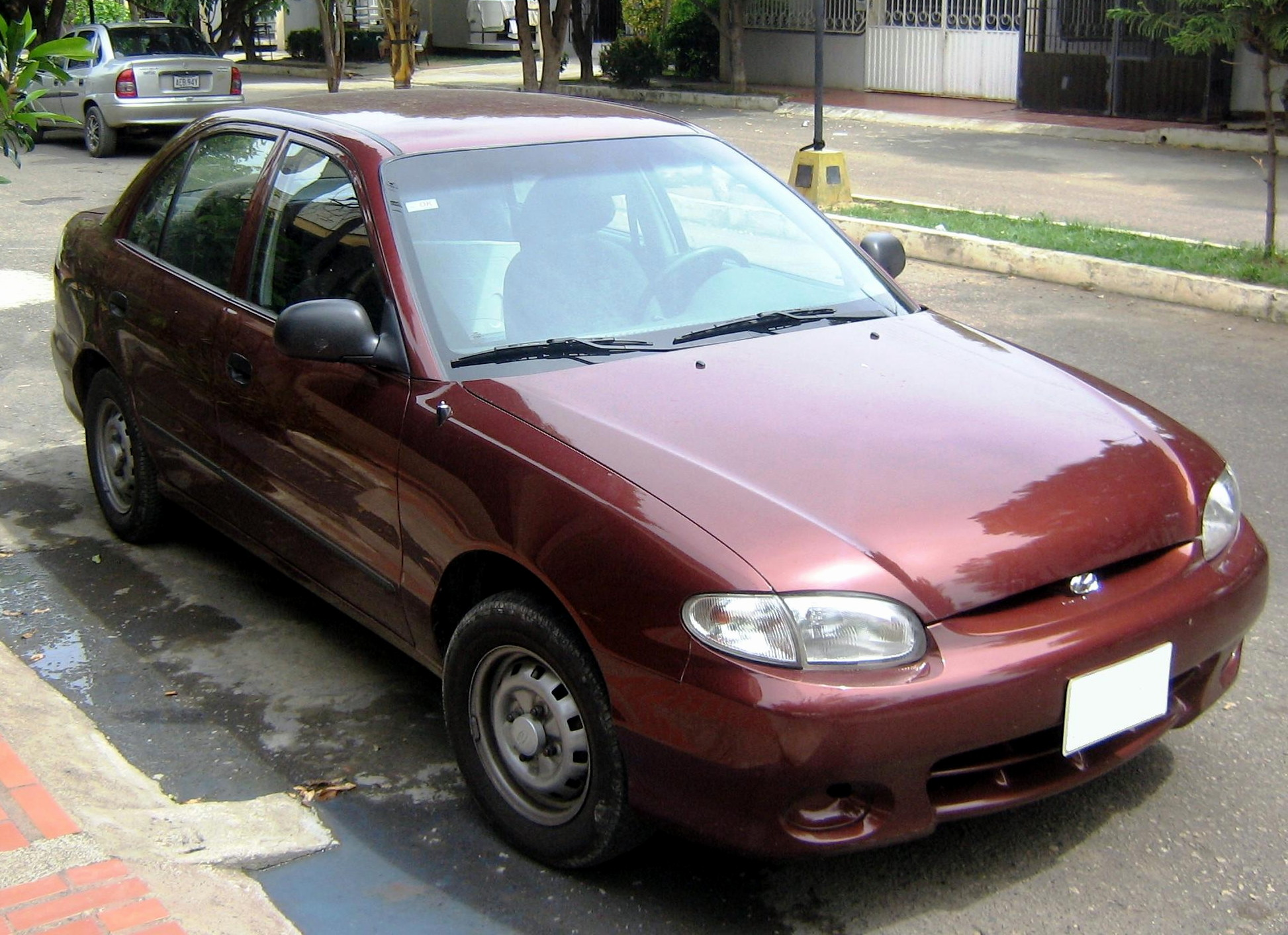
Dodge Brisa première génération (2002–2006)
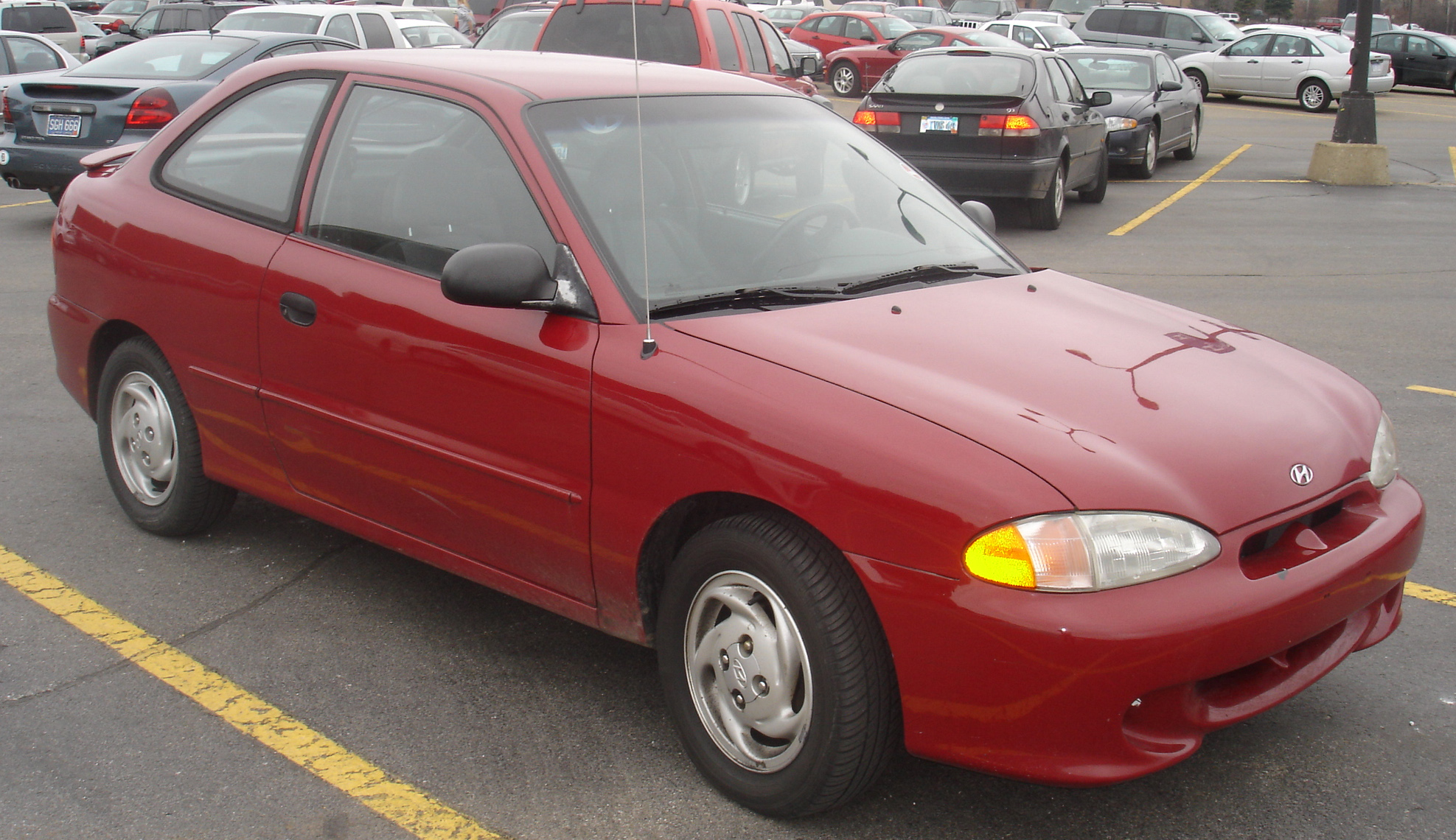
Dodge Brisa Coupé première génération (2002–2004)
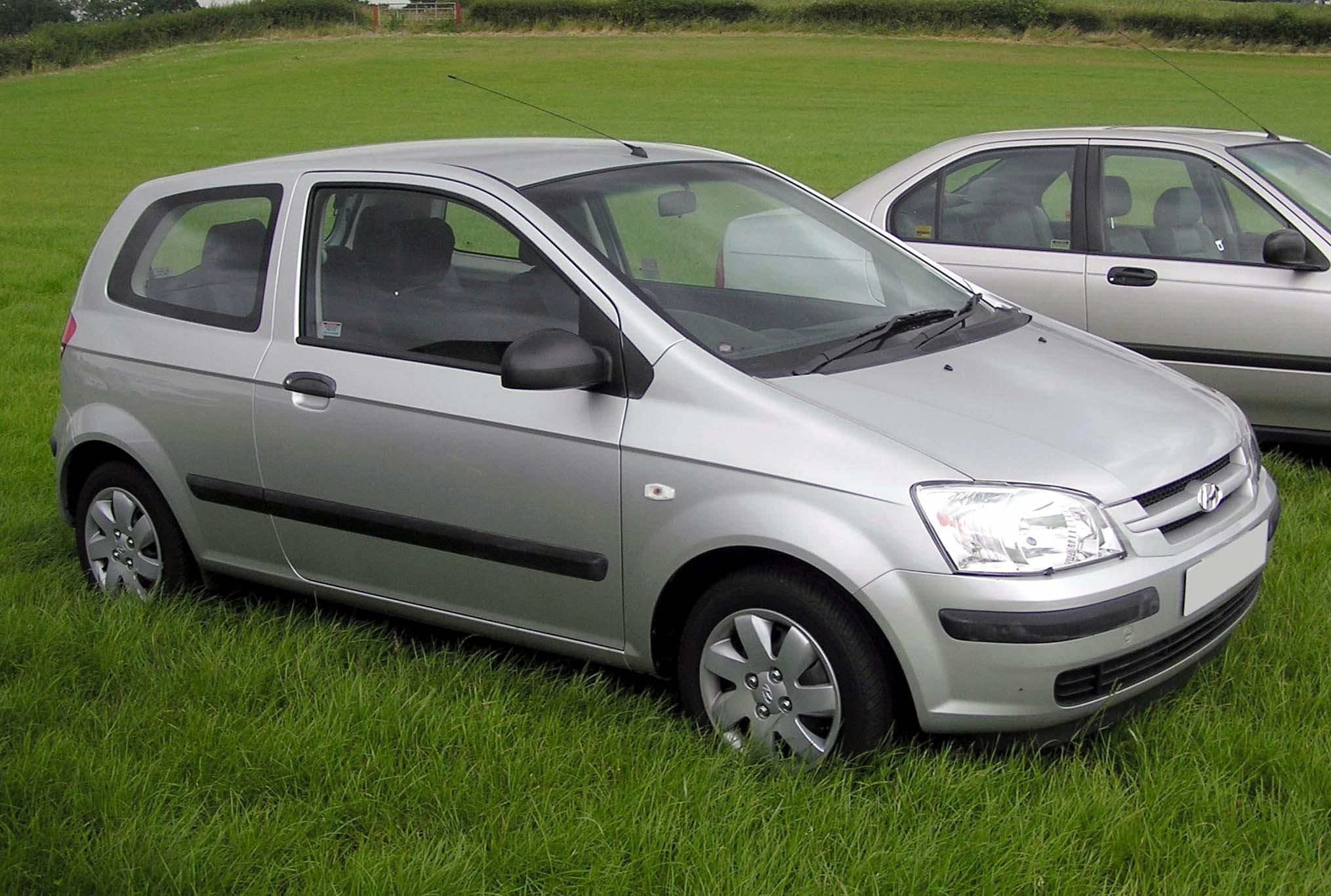
Dodge Brisa deuxième génération (2006–2009)